# Mear Anzevaci
Mear Anzevaci (em armênio: Մեհառ Անձևացի; romaniz.: Mehaṙ Anjewacʼi) foi um nobre armênio (nacarar) do século IV da família Anzevaci, ativo no reinado de Ársaces II (r. 350–368).

## Nome
Mear (Մեհառ, Mehaṙ) é um nome armênio de origem incerta citado por Fausto, o Bizantino. A Vida de São Nerses, embora dependa de Fausto nesse trecho de sua narrativa, menciona a mesma figura como Merevã (Մեհրեվան, Mehrewan), que pode representar a forma longa do nome. Nina Garsoïan sugeriu que possa estar associado ao persa antigo Mitrabandaca (*Miθra-bandaka), "Servo de Mitra", que foi registrado em grego como Mirabandaces (Μιραβανδάκης, Mirabandákēs) ou Mitrobandaces (Μιθροβανδάκης, Mithrobandákēs), em parta como Mirbandaque (*Mihr-bandak). e em armênio como Mirevandaque (Միհրեւանդակ, Mihrewandak),  Meendaque (Մեհենդակ, Mehendak), Meandaque (Մեհանդակ, Mehandak) e Meundaque (Մեհունդակ, Mehundak).

## Vida

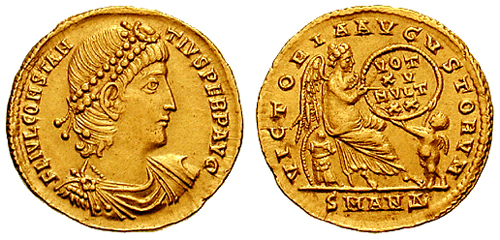
Soldo de r.

Mear nasceu em data incerta ao longo do século IV e era naapetes (chefe) de seu clã, a família Anzevaci. Em 358, acompanhou o católico Narses I, o Grande (r. 353–373) para Constantinopla na qual foram libertados Genelo e Tirito, primos de Ársaces II (r. 330–339). Na ocasião, presentes foram enviados sob seus cuidados e dos demais nobres que o acompanharam.  Olímpia, futura esposa de Ársaces, também foi conduzida à Armênia.